# Norske adelsslægter
De fleste norske adelsslægter uddøde i 1500-tallet. 
Ved lov af 1. august 1821 blev "den norske adel" ophævet, dog således at adelskabet skulle vedblive for de "adelsmenn som dengang var i besiddelse derav og for deres i lovlig ekteskap fødte barn slik at disse fremdeles skulle beholde samme for sin livstid, såfremt de for neste ordentlige Storting lovlig beviste sin adkomst hertil".[kilde mangler]

## I. Norsk uradel
To slægter prætenderer norsk uradelskab:
- Galtung (ubevist, en linje har senere fået dansk adelspatent, se III)
- Paus (Pauss, de Paus) (ubevist, en linje har senere blevet adlet af Paven, se VI)

## II. Dansk uradel i Norge
- Bille
- Huitfeldt
- Iuel
- Kaas (herunder Munthe-Kaas)

## III. Brevadelige familier
- Anker – adlet 1778 og 1798, prætenderer at nedstamme fra svensk adel.
- Falsen – adlet 1758
- Galtung, en linje har fået dansk adelspatent, slægten prætenderer norsk uradelskab (se I)
- Heubsch – adlet 1691 – friherrelig stand i Tyskland
- Kloecker – adlet 1760
- Knagenhjelm – adlet 1721
- Løvenskiold – adlet 1739
- von Munthe af Morgenstierne – adlet 1755
- Roepstorff – adlet 1701
- Rosenvinge – adlet 1505
- Sundt – adlet 1733
- Treschow [Treskomager] – adlet 1812
- Werenskiold – adlet 1717
- Wibe (Vibe, de Vibe) – adlet 1634
- Wleugel – adlet 1782

## IV. Fremmede adelsslægter anerkendt som dansk-norsk adel
- Bonde- svensk uradel.
- Bonde-Wadenstierna – svensk/dansk adel, dansk baroni.
- Aubert – fransk, adlet 1612, naturaliseret 1776.
- le Normand de Bretteville (Bretteville) – fransk, naturaliseret i Danmark 1804
- Lowzow – mecklenburgsk, naturaliseret 1777.
- Lützow – tysk (ubevist)
- Scheel – Scheele – tysk (ubevist)
- Staffeldt – pommersk, naturaliseret 1777
- Trampe – pommersk, «riksgrevelig» 1735, dansk grevelig værdighed 1743.
- Wadenstierna – svensk uradel. adlet 1702, naturaliseret i Danmark, baroni 1806.
- Wedel-Jarlsberg (Wedel, Wedell) – pommersk, dansk-norsk lensgrevelig værdighed 1684.
- Fosse norsk-dansk adelsslægt fra 1402 til 1733. Kun anerkendt i norge som adelige.

## V. Rangadel («Rangadelige Slægter»)
- Motzfeldt
- Rosing
- Sibbern
- Ræder (von Rhäder)

## VI. Fremmede adelsslægter uden anerkendelse som dansk-norsk adel
- tBülow – tysk
- Coucheron – hollandsk
- von Ditten – mecklenburgsk
- (von) Haffner – tysk
- Kaltenborn – tysk
- von Koss – tysk
- von Krogh – tysk, men også dansk adel
- Michelet – fransk
- Paus (Pauss, de Paus) – norsk slægt, en linje har paveligt adelspatent, grevelig værdighed. Prætenderer norsk uradelskab (se I)
- Rokling (Roclenge) – fransk
- Schlanbusch – tysk
- de Seue – fransk
- Stibolt – dansk
- Tillisch
- Weltzin (ubevist)
- von Zernichow
- van/von Wedler – hollandsk

## Øvrige emner
- Adel
- Danske adelsslægter
- Svenske adelsslægter